# ルイス・ベイカー
ルイス・レナード・ベイカー（Lewis Renard Baker、1995年4月25日 - ）は、イングランド・ルートン出身のサッカー選手。EFLチャンピオンシップ・ストーク・シティ所属。ポジションはミッドフィールダー。

## クラブ経歴
地元クラブのルートン・タウンFCでプレーを始めた。子供の頃から既に高い評価を受けており、クイーンズ・パーク・レンジャーズFC、チャールトン・アスレティックFC、アストン・ヴィラFC、ダービー・カウンティFC、アーセナルFCなどが獲得に動いた。
9歳でチェルシーFCのアカデミーに入団。2013年9月のキャピタル・ワン・カップのスウィンドン・タウンFC戦で初めてトップチームでベンチ入りを果たした。2014年1月5日、FAカップ3回戦のダービー・カウンティFC戦で途中出場しトップチームデビュー。2013-14シーズンには、チェルシーの年間最優秀若手選手賞を受賞した。
2017年8月11日、クラブとの契約を2022年まで延長した上で、ミドルズブラFCにレンタル移籍した。リーグ戦12試合に出場し、1ゴールを挙げた。
2018年6月30日、リーズ・ユナイテッドにレンタル移籍した。
2019年1月9日、レディングFCにシーズン終了までのレンタル移籍。
2019年7月24日、フォルトゥナ・デュッセルドルフにレンタル移籍した。2020年1月、レンタル契約が解消されたことが発表された。
2022年1月8日、FAカップのチェスターフィールドFC戦に途中出場し、チェルシーでは8年ぶりとなる公式戦出場を果たした。2022年1月15日、ストーク・シティFCに移籍した。

## タイトル

### クラブ
チェルシー・リザーブ
- FAユースカップ: 2011–12
- プレミアリーグ2: 2013–14

フィテッセ
- KNVBカップ: 2016-17

### 代表
イングランドU21
- トゥーロン国際大会: 2016[14]

### 個人
- NextGen シリーズ プレーヤー・オブ・ザ・トーナメント (1): 2012–13[15]
- トゥーロン国際大会 ゴールデンブーツ (1): 2016[16]